# Monique de La Roncière
Monique de La Roncière (Paris, 28 de março de 1916 - Paris, 29 de outubro de 2002) foi uma geógrafa e bibliotecária francesa. Curadora do departamento de Mapas e Planos da Biblioteca Nacional da França, participou da elaboração das notas dos portulanos e do velino das coleções. Seu trabalho é premiado com a Grande Medalha de Ouro da Sociedade Geográfica.

## Primeiros anos
Monique de la Roncière é filha do historiador e bibliotecário Charles de La Roncière. Depois de se formar em história e geografia, ela se formou como bibliotecária em 1941.

## Carreira

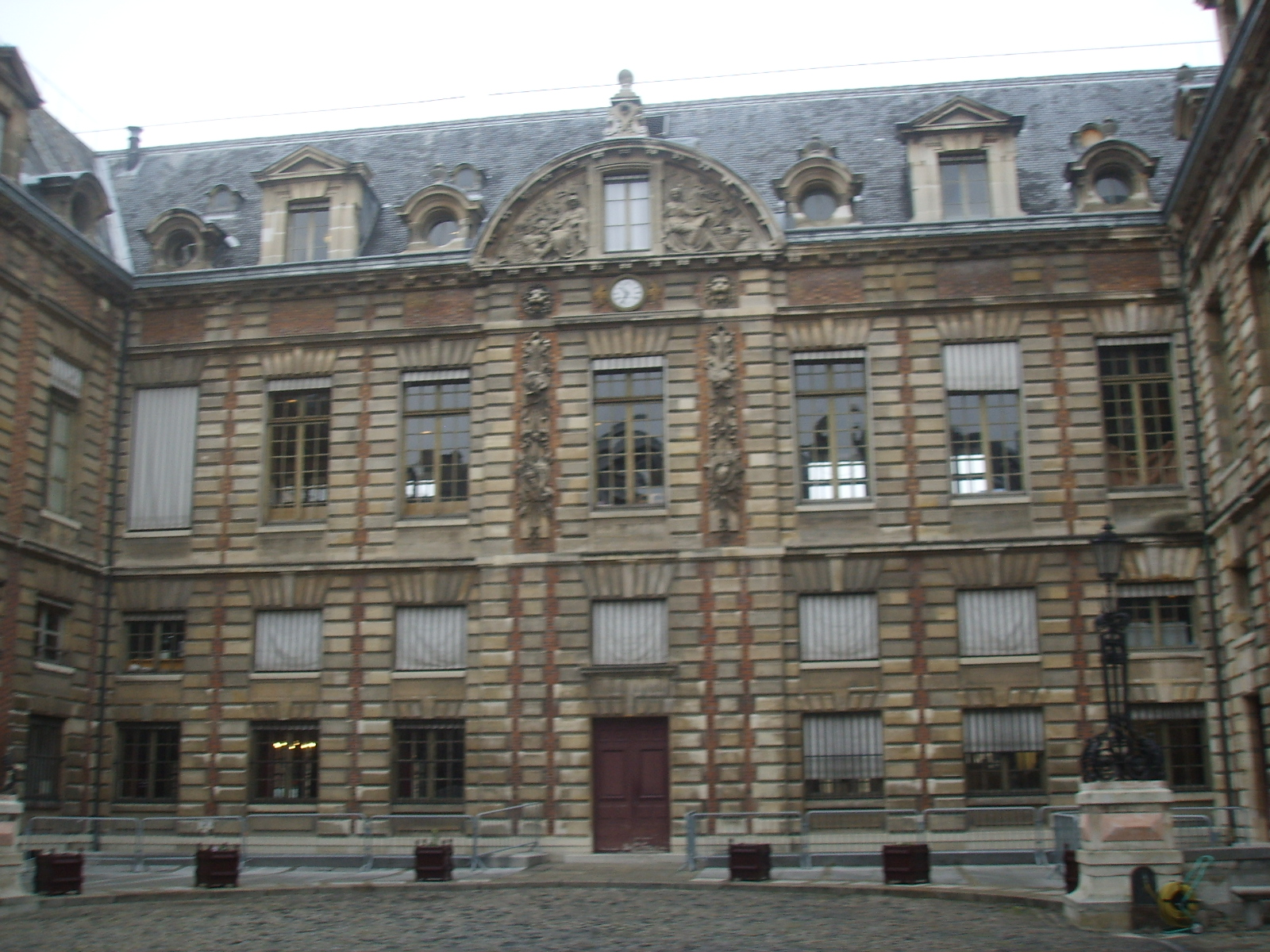
O departamento de Mapas e Planos está localizado no hotel Tubeuf, no sítio Richelieu da BnF

Monique de La Roncière foi bibliotecária da Sociedade Geográfica desde 1940 e durante grande parte de sua carreira. Em 1942, ingressou no Departamento de Impressão da Biblioteca Nacional da França (BNF) e em 1943 no Departamento de Mapas e Planos. Ela se tornou sua curadora de 1965 a 1980. Seu empenho foi recompensado com a Grande Medalha de Ouro da Sociedade geográfica em 1979.

## Trabalho
Como curadora, participou na elaboração de diversos catálogos com fundos da BNF e na realização de exposições. É o caso do catálogo de cartas náuticas em pergaminho produzido com Myriem Foncin e Marcel Destombes, resultado de trinta anos de trabalho publicado em 1963. Descreve o pergaminho 463 enriquecido com avisos descritivos e indicações bibliográficas detalhadas. Ela trabalhou em portulanos do século XIII ao XVII com Michel Mollat du Jourdin. O resultado é um livro importante, luxuoso, erudito e técnico, que contém os cerca de cem mapas hidrográficos do departamento de Mapas e Planos, incluindo o mapa de Pisane. Uma obra de referência, é traduzida e distribuída em inglês e alemão.